# Смирных, Леонид Владимирович
Леони́д Влади́мирович Смирных (1 (14) апреля 1913, деревня Круглое, Оренбургская губерния, Российская империя — 16 августа 1945, Котон, Карафуто, Японская империя) — командир стрелкового батальона 179-го стрелкового полка 79-й стрелковой дивизии 56-го стрелкового корпуса 16-й армии 2-го Дальневосточного фронта, капитан, Герой Советского Союза.

## Биография
Родился 1 (14) апреля 1913 года в деревне Круглое ныне Красноармейского района Челябинской области в русской семье служащего. Окончил 7 классов в Челябинске. После смерти родителей в возрасте 13 лет был определён воспитанником кавалерийского эскадрона в Челябинске.
С 1930 года в Красной Армии. Окончил полковую школу, в 1935 году — военную школу в городе Николаевск-на-Амуре Хабаровского края. С 1935 года служил в кавалерийском эскадроне и в 179-м стрелковом полку 79-й стрелковой дивизии в северной части острова Сахалин. С 1938 года — член ВКП(б).
Участвовал в советско-японской войне 1945 года. Командир стрелкового батальона 179-го стрелкового полка 79-й стрелковой дивизии 56-го стрелкового корпуса 16-я армии 2-го Дальневосточного фронта капитан Леонид Смирных особо отличился в боях за освобождение Южного Сахалина.
16 августа 1945 года во время освобождения южного Сахалина Смирных погиб от пули снайпера в районе посёлка Котон (в настоящее время — село Победино) после овладения его батальоном пятью дзотами врага и прорыва укрепрайона.
Похоронен в посёлке Леонидово Поронайского района Сахалинской области.
Указом Президиума Верховного Совета СССР от 8 сентября 1945 года за образцовое выполнение боевых заданий командования на фронте борьбы с японскими милитаристами и проявленные при этом мужество и героизм капитану Смирных Леониду Владимировичу посмертно присвоено звание Героя Советского Союза с награждением медалью «Золотая звезда» и орденом Ленина.

## Семья
После гибели Смирных его жена Александра Демьяновна осталась с тремя его сыновьями - Валерием, Владимиром и Леонидом. По состоянию на 2020 год родственники Смирных (в том числе его правнучка) живут на Сахалине.

## В художественной литературе
Поэтесса Юлия Друнина написала стихотворение «Посёлок Смирных», в котором есть следующие строки:

Всё той же дороги лента,

И августа синий взгляд.

Лишь сдвинуться с постамента

Не может теперь комбат.

Сквозь строй ветеранов-ёлок

Он смотрит и смотрит вдаль —

На тихий лесной посёлок,

Которому имя дал.

## Память
В честь Смирных названы улицы в городах Челябинск, Александровск-Сахалинский и посёлке Леонидово, посёлок городского типа Смирных и станция в нём, Смирныховский район Сахалинской области, судно Министерства морского флота. В городе Поронайск, посёлке городского типа Смирных, посёлке Леонидово установлены бюсты. Навечно зачислен в списки воинской части. Упомянут на обелиске Героям СССР и Соцтруда в с. Миасское Челябинской области.
В честь Л. В. Смирных назван мыс Леонида (Берингово море, Анадырский лиман).